# Menzel Bouzaiane

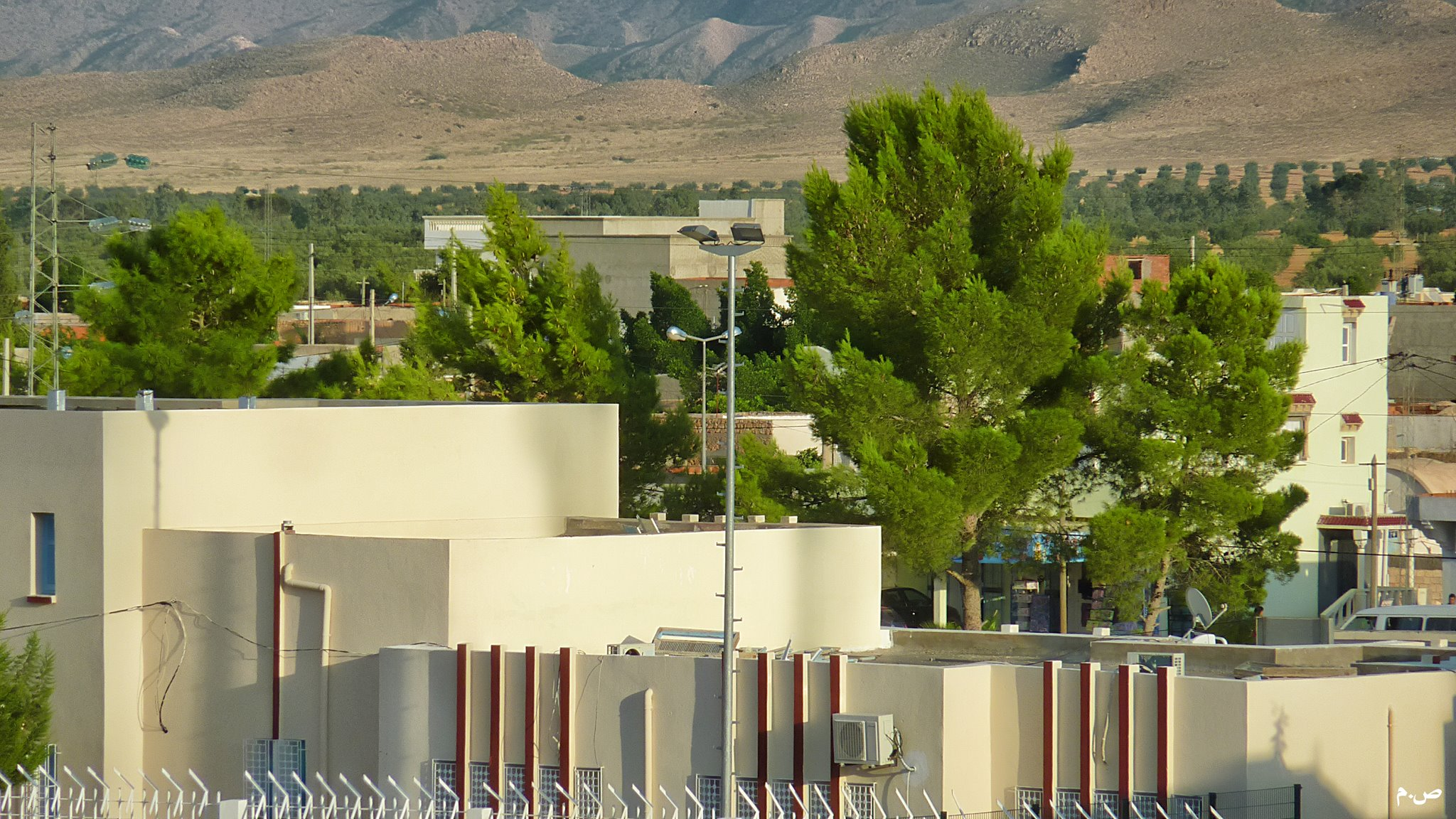
Menzel Bouzaiane

Menzel Bouzaiane oder Menzel Bouzaïenne (arabisch منزل بوزيان) ist ein Ort im Zentrum Tunesiens mit rund 6000 Einwohnern. Er liegt etwa 250 Kilometer südlich der Hauptstadt Tunis und 60 Kilometer südlich der Gouvernements-Hauptstadt Sidi Bouzid an der Route Nationale 14, welche von Meknessi nach Gafsa führt.
Im Laufe der Revolution in Tunesien 2010/2011 war sie am 22. Januar 2011 Ausgangspunkt des Demonstrationsmarsches "Karawane der Befreiung".